# Tuczapy (obwód iwanofrankiwski)
Tuczapy  (ukr. Тучапи) – wieś na Ukrainie w rejonie śniatyńskim obwodu iwanofrankiwskiego.
W okresie międzywojennym wieś w powiecie śniatyńskim województwa stanisławowskiego. Była ona siedzibą komisariatu Straży Celnej „Tuczapy” oraz stacjonowała tu placówka Straży Celnej „Tuczapy”, a potem placówka Straży Granicznej I linii „Tuczapy”. 
27 marca 1944 nacjonaliści ukraińscy z OUN-UPA zamordowali tutaj 10 Polaków.